# Гиляревский, Руджеро Сергеевич
Рудже́ро Серге́евич Гиляре́вский (род. 31 августа 1929, Москва, СССР) — советский и российский учёный, доктор филологических наук, профессор, специалист в области социальной информатики.

## Биография
Родители — капитан военного атташата итальянского посольства в Москве Этторе Макки и балерина Казанского оперного театра Екатерина Владимировна Крылаева. После отзыва Этторе Макки из страны в 1929 г. его судьба неизвестна; мать в 1937—1954 годах — узница ГУЛАГа.
В 1943 г. Руджеро Макки был усыновлён своим крёстным отцом, профессором 1-го Московского медицинского института Сергеем Александровичем Гиляревским и его женой, школьной учительницей Зинаидой Владимировной Гиляревской.
В 1947—1948 годах Руджеро Гиляревский учился в Московском энергетическом институте на факультете электровакуумной промышленности, затем в МГУ им. М. В. Ломоносова на испанском отделении филологического факультета, которое окончил в 1953 году; дипломная работа была посвящена теме «Эстетические принципы Лопе де Веги».
В 1958 году защитил кандидатскую диссертацию «Описание книг на иностранных языках для каталогов советских библиотек», а в 1989 году — докторскую по теме «Общие закономерности в развитии дисциплин научной информации и коммуникации».

## Научная деятельность
Круг научных интересов Р. С. Гиляревского очень широк. Начатые ещё во Всероссийской государственной библиотеке иностранной литературы вместе с Б. А. Старостиным работы по транскрипции иностранных имен привели к созданию справочника «Иностранные имена и названия в русском тексте», выдержавшего три издания — в 1969, 1978 и 1985 гг. Эта традиция продолжена в редактированных Р. C. Гиляревским книгах «Практическая транскрипция фамильно-именных групп» (2004, 2006).
Книга «Основы научной информации», написанная в соавторстве с А. И. Михайловым и А. И. Чёрным, издана на семи языках в Берлине, Бухаресте, Варшаве, Вашингтоне, Гаване, Кёльне, Риме и Токио.
В сферу научных интересов Р. С. Гиляревского входят проблемы научной информации и коммуникации, компьютерной технологии и, в частности, гипертекста и электронных книг, информационного менеджмента. Он создал два новых университетских курса; участвовал в проекте по совершенствованию методов и средств коммуникации отечественных ученых для более эффективной их интеграции в мировую науку. Под руководством Р. С. Гиляревского защитили диссертации 20 аспирантов и соискателей; число оппонированных кандидатских и докторских диссертаций составляет свыше ста.
В настоящее время[какое?] Гиляревский заведует Отделом теоретических и прикладных проблем информатики, Отделением научных исследований по проблемам информатики ВИНИТИ, продолжает читать лекции на факультете журналистики Московского государственного университета, на факультете бизнес-информатики НИУ ВШЭ, является главным редактором сборников «Научно-техническая информация», заместителем главного редактора журнала «Международный форум по информации», входит в состав редколлегий ряда журналов, состоит членом нескольких учёных советов и трех специализированных советов.
Автор свыше 300 печатных работ.
За заслуги в развитии отечественной науки Р. С. Гиляревский награждён несколькими медалями; в 1999 г. ему присвоено звание «Заслуженный деятель науки Российской Федерации».

## Основные работы
- Гиляревский Р. С. Информационное обслуживание : учеб. пособие / В. В. Брежнева, Р. С. Гиляревский. — СПб.: Профессия, 2012. — 368 с.
- Гиляревский Р. С. Информационный менеджмент: управление информацией, знанием, технологией. — СПб.: Профессия, 2009. — 304 с.
- Гиляревский Р. С. Развитие принципов книгоописания: кратк. очерк. 2-е изд., доп. — СПб.: Профессия, 2008. — 240 с.
- Гиляревский Р. С. Рубрикатор как инструмент информационной навигации / Р. С. Гиляревский, А. В. Шапкин, В. Н. Белоозеров. — СПб.: Профессия, 2008. — 352 с.
- Справочник информационного работника / Науч. ред. Р. С. Гиляревский, В. А. Минкина. — 2-е изд., перераб. и доп. — СПб.: Профессия, 2007. — 584 с.
- Информатика как наука об информации : информ., док., технол., экон., социал. и орг. аспекты. Под ред. Р. С. Гиляревского. — М.: ФАИР-ПРЕСС, 2006. — 592 с.
- Гиляревский Р. С. Основы информатики: курс лекций. — М.: Экзамен, 2003. — 319 с.
- Рынок информационных услуг и продуктов / И. И. Родионов, Р. С. Гиляревский, В. А. Цветкова, Г. З. Залаев. — М.: МК-Периодика, 2002. — 549 с.
- Информационное пространство новых независимых государств / Ю. М. Арский, Р. С. Гиляревский, И. И. Родионов, В. А. Цветкова и др. — М.: ВИНИТИ, 2000. — 200 с.
- Инфосфера : информационные структуры, системы и процессы в науке и обществе / Ю. М. Арский, Р. С. Гиляревский, И. С. Туров, А. И. Чёрный. — М.: ВИНИТИ, 1996. — 489 с.
- Михайлов А. И. Научные коммуникации и информатика / А. И. Михайлов, А. И. Чёрный, Р. С. Гиляревский. — М.: Наука, 1976. — 435 с.
- Михайлов А. И. Основы научной информации / А. И. Михайлов, А. И. Чёрный, Р. С. Гиляревский. — М.: Наука, 1965. — 655 с.
- Михайлов А. И. Информатика — новое название теории научной информации / А. И. Михайлов, А. И. Чёрный, Р. С. Гиляревский // Научно-техническая информация. — 1966. — № 12.